# Държавно устройство на Колумбия
Колумбия е президентска република.

## Законодателна власт
Парламента на Колумбия е двукамарен. Горната камара на парламента се състои от 102 места, а долната камара от 162 места.